# نمازخانه آرماواشن
نمازخانه آرماواشن (ارمنی: Արմավաշենի մատուռ؛ ) یک کلیسا متعلق به کلیسای حواری ارمنی واقع در شهر آرماواشن، جمهوری خودمختار نخجوان جمهوری آذربایجان می‌باشد. ساخت و ساز این ساختمان در سده ۱۶ام میلادی؛ به پایان رسید. این بنا به سبک معماری ارمنی طراحی شده است.